# کارمن گارسیا د مرلو
کارمن گارسیا د مرلو (به انگلیسی: Carmen García de Merlo) (زاده ۲۷ مارس ۱۹۶۲) وکیل و پرستار اسپانیایی است. او همچنین کارمند شورای شهر مادرید است.
او یک زن ترنس است.